# مورافنوب
مورافنوب (به لاتین: Morafenobe) یک منطقهٔ مسکونی در ماداگاسکار است که در بخش مورافنوبه واقع شده‌است.
 مورافنوب   ۲۱۰ متر بالاتر از سطح دریا واقع شده‌است.